# Platycladus orientalis
La tuia orientale (Platycladus orientalis (L.) Franco 1949) è l'unica specie del genere Platycladus, conifera della famiglia delle Cupressacee originaria della Manciuria e della Corea.
Venne introdotta verso la metà del 1700 nel continente europeo e possiede come la specie simile Thuja occidentalis proprietà fitoterapiche.
Una delle particolarità che la differenzia dalla Thuja occidentalis è la presenza di foglie rivolte verso l'alto.
È pianta visitata dalle api per il polline.